# Jake LaTurner
Jacob LaTurner, dit Jake LaTurner, né le 17 février 1988 à Galena (Kansas), est un homme politique américain. Membre du Parti républicain, il est trésorier du Kansas à partir de 2017 avant d'être membre de la Chambre des représentants des États-Unis de 2021 à 2025.

## Biographie
Jake LaTurner est originaire du sud-est du Kansas. Diplômé d'un baccalauréat universitaire en sciences politiques de l'université d'État de Pittsburg, il travaille pour l'élue républicaine Lynn Jenkins, trésorière du Kansas puis représentante des États-Unis,.
LaTurner se lance lui-même en politique en 2008, lorsqu'il se présente au Sénat du Kansas. Dans le 13e district, dans le sud-est du Kansas, il perd la primaire républicaine avec 44,9 % des voix. Il remporte la primaire quatre ans plus tard, et est élu sénateur en novembre 2012 avec 60,6 % des suffrages. Il est réélu en 2016 avec 56,2 % des voix. Au Sénat, il préside la commission sur les affaires fédérales et les affaires de l'État. Il est l'auteur d'une proposition de loi, adoptée par le Sénat, qui oblige les autorités locales à recourir au référendum pour augmenter les taxes foncières au-delà de l'inflation.
En avril 2017, il est nommé trésorier du Kansas par Sam Brownback pour succéder à Ron Estes, élu au Congrès des États-Unis,,,. L'année suivante, il est élu pour un mandat complet avec 57,7 % des suffrages, face à la sénatrice démocrate Marci Francisco. 
Alors qu'il est candidat aux élections sénatoriales fédérales de 2020,, Jake LaTurner est encouragé par plusieurs personnalités républicaines (dont l'ancien gouverneur Jeff Colyer) à se présenter à la Chambre des représentants des États-Unis dans le 2e district du Kansas, face au républicain sortant Steve Watkins,. Watkins est en difficulté : il est inquiété par la Commission électorale fédérale en raison de donations potentiellement illégales faites par des membres de sa famille et par la justice pour fraude électorale (ayant utilisé une adresse postale plutôt que l'adresse de son domicile pour s'inscrire sur les listes électorales). Le 4 août 2020, LaTurner remporte la primaire républicaine en rassemblant 49 % des voix, devant Watkins à 34 % et l'homme d'affaires Dennis Taylor à 17 %. Dans une circonscription qui a donné 18 points d'avance à Donald Trump en 2016, il devient le favori pour l'élection de novembre. Il est élu représentant des États-Unis avec environ 55 % des suffrages devant la maire démocrate de Topeka, Michelle De La Isla. Réélu le 8 novembre 2022, il ne se représente pas en 2024.